# Maturín
Maturín é uma cidade venezuelana capital do estado de Monagas e do município de Maturín.

## História
Conforme a academia venezuelana da história esta cidade foi fundada no dia 7 de dezembro de 1760, pelo frade espanhol Lucas de Zaragoza.
Maturín é uma diocese católica desde 1958.

## Saúde
O esgoto da cidade começou a ser construido em 1944.
O principal centro de saúde de Maturín é O Hospital Manuel Núñez Tovar. Outros hospitais públicos são O José Antonio Serres e O José María Vargas. Alguns hospitais privados são O Hospital Metropolitano, A Clínica El Divino Niño, A Clínica Santa Sofía, O Centro Médico, O Centro de Especialidades Médicas e A Policlínica Maturín.
Maturín é sede de um centro de atenção psiquiátrica. Também tem uma pousada para as pessoas idosas.

## Educação
A escola mais antiga de Maturín foi la Santa Cecilia, fundada ao fins do século XIX. Mais tarde esta instituição educacional começou a chamar-se Miguel José Sanz e recebeu a categoria da escola secundária. A escola secundária Miguel José Sanz é a mais importante da cidade. Sua sede atual foi construida a partir de 1951 e fica na avenida Bolívar.
Outras instituições educacionales célebres são a escola secundária Francisco Isnardi (fundada em 1959) e a escola República del Uruguay.
Maturín tem as seguintes universidades:
Universidades públicas:
- Universidad de Oriente (UDO).
- Universidad Pedagógica Experimental Libertador (UPEL).
- Universidad Nacional Abierta (UNA). Ali os estudos são à distância.
- Universidad Bolivariana de Venezuela (UBV).
- Universidad Nacional Experimental Simón Rodríguez (UNESR).

Universidades privadas:
- Universidad Gran Mariscal de Ayacucho (UGMA).
- Universidad Cecilio Acosta (UNICA). Ali os estudos são à  distância.
- Universidad de Margarita (UNIMAR). Fazem-se ali cursos de pós-graduação.
- Universidad Santa María (USM). Fazem-se ali cursos de pós-graduação.

Outros institutos privados da educação superior:
- Instituto Universitario Politécnico Santiago Mariño (IUPSM).
- Instituto Universitario de Tecnología Industrial Rodolfo Loreto Arismendi (IUTIRLA).
- Instituto Universitario de Tecnología Venezuela (IUTV).

## Lugares de interesse
A praça Bolívar é a principal praça de Maturín e ao mesmo tempo é a mais antiga da cidade. Em frente dela encontra-se o palácio do governo (foi terminado em 1949), onde o governador do estado Monagas exerce seu governo.
A igreja de San Simón é a mais antiga de Maturín. Foi construida entre 1885 e 1887. Fica em frente da praça Bolívar.
La catedral de Nuestra Señora del Carmen (a catedral da nossa senhora da Carmen) é um templo católico do estilo románico. Sua construção começou em 1961 e foi terminada em 1981. Fica na avenida Bolívar.
Amana do Tamarindo é uma pequena aldeia próxima de Maturín. Recebe sua nome de um árvore do tamarindo que fica dentro da aldeia, assim como do rio Amana. Debaixo desse árvore do tamarindo, que existe ainda, nasceu o general José Tadeo Monagas. Hoje uma pequena praça rodeia o árvore do tamarindo e uma placa que fica dentro da praça recorda o acontecimento.

## Parques

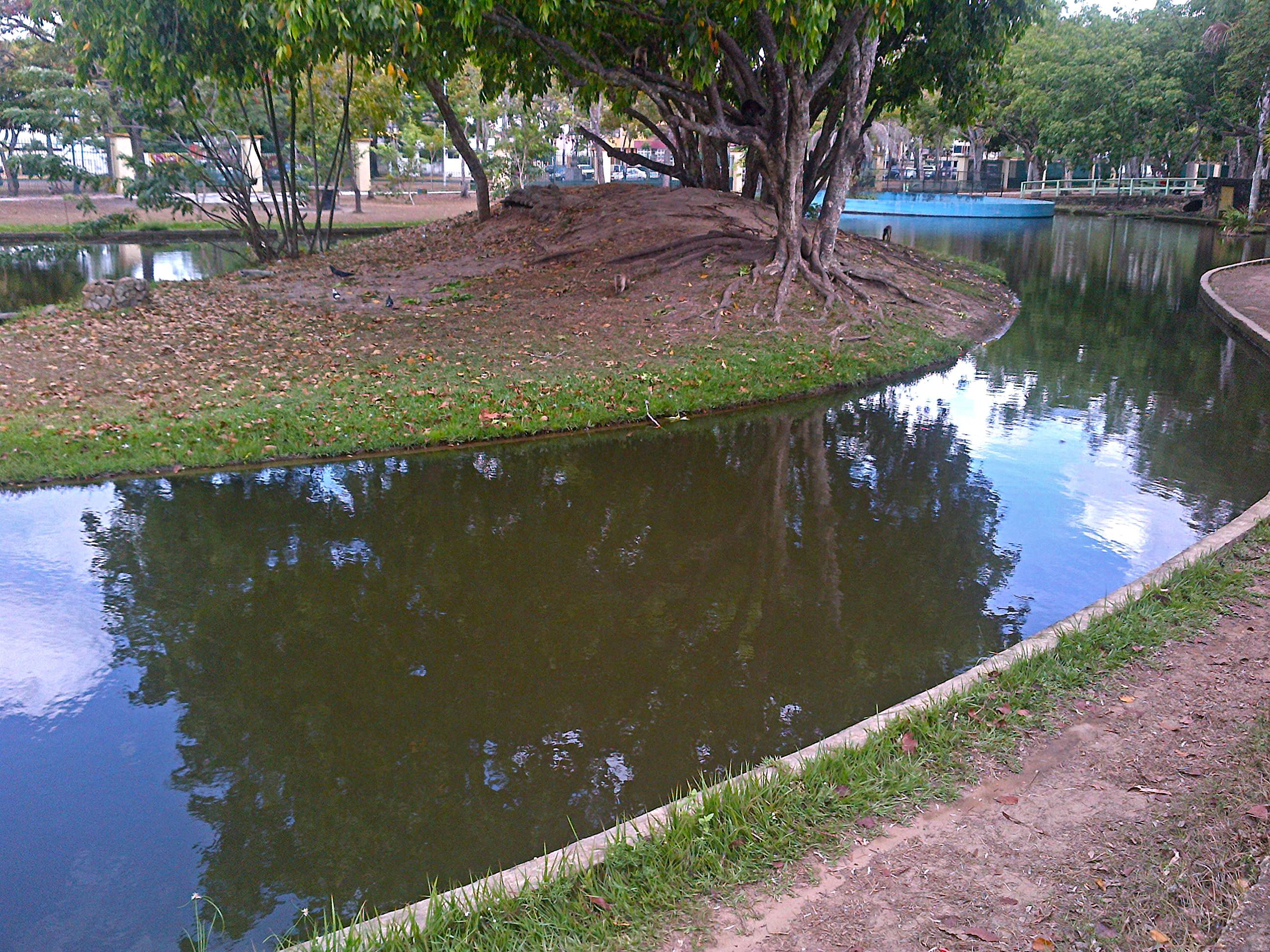
Parque da Guaricha

Maturín tem muitos parques. O parque zoológico da cidade é o parque da Guaricha. Vários tipos de animais tais como leões, macacos, cobras, veados e muitas aves podem encontrar-se ali. Este parque zoológico foi fundado em 1979. Fica na avenida Raúl Leoni.
O parque Menca de Leoni foi antigamente o parque zoológico de Maturín. Atualmente não tem animais dentro do mesmo. Este parque fica na avenida Juncal da cidade.
Outros parques são o parque Andrés Eloy Blanco, o parque Padilla Ron (fica no setor las Cocuizas), o parque Rómulo Betancourt (fica na avenida Universidad), o parque dos Guaritos (fica no setor los Guaritos).

## Museus, teatros  e galerias de arte

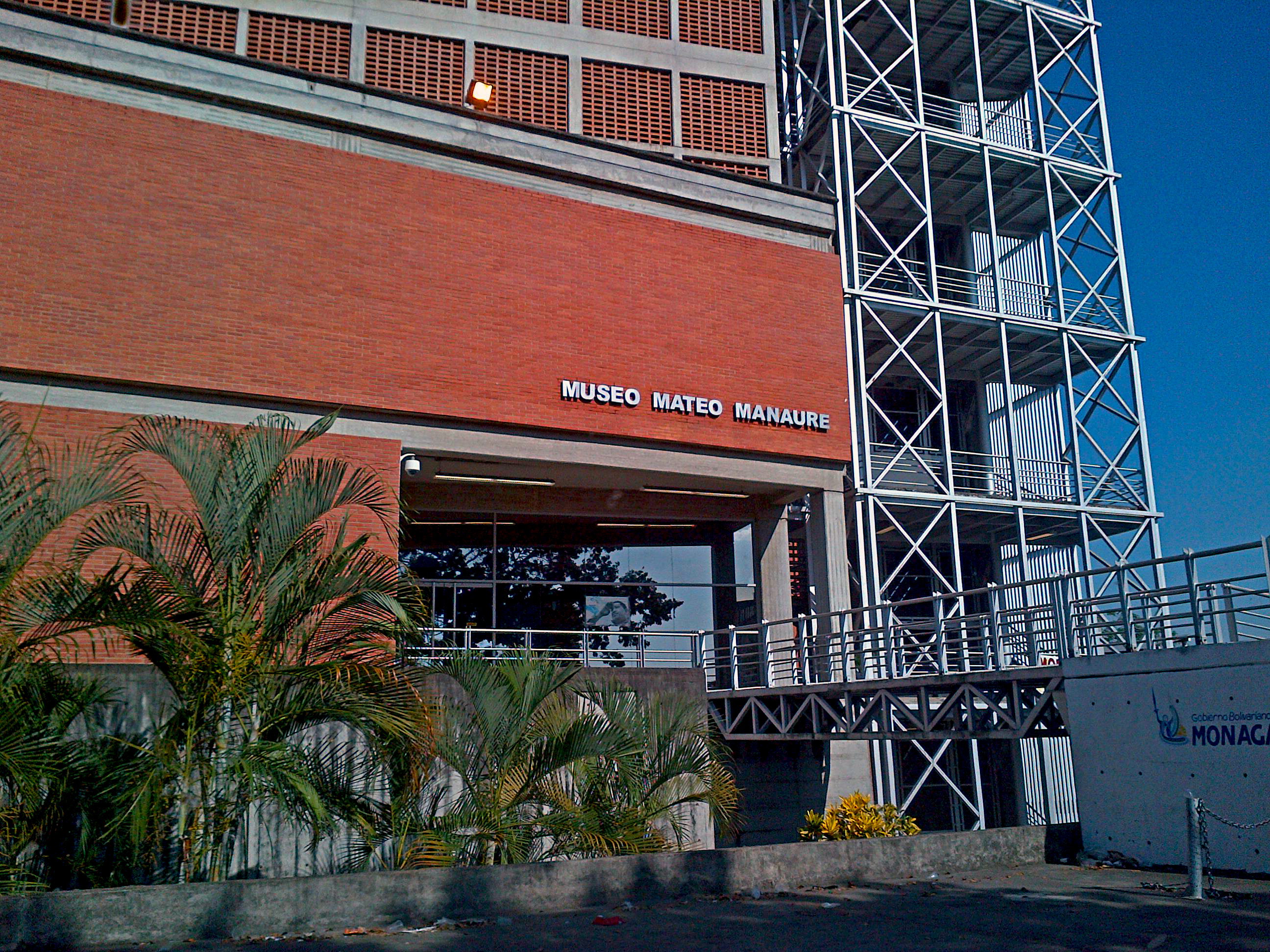
Museu de arte contemporâneo Mateo Manaure.

O complexo cultural de Maturín é um grupo de edifícios onde concentram-se várias instituições de tipo cultural. Entre estas estão a escola de artes plásticas Eloy Palacios e a biblioteca. Dentro de pouco tempo o museu de arte contemporâneo Mateo Manaure e um teatro serão terminados.
A casa da cultura é um pequeno auditório para as apresentações das peças do teatro e da dança. O edifício da casa da cultura alberga a sede do instituto da cultura do estado Monagas. Fica na avenida Bolívar.
Maturín tem uma galeria de arte pertencente a uma rede nacional de galerias de arte do CONAC. Fica dentro do centro comercial Guarapiche.
O museu da rádio conta com uma amostra dos equipamentos técnicos e das fotos do mundo da radiodifução e do jornalismo do estado Monagas. Encontra-se dentro da casa do artista plástico de Maturín.
O museu da antropologia de Maturín exibe uma amostra da cultura dos povos indígenas do estado Monagas. O museu fica dentro do complexo desportivo da cidade.

## Meios de comunicação
El Oriental (fundado em 1982), La Prensa de Monagas (fundado em 1998), Extra, El Sol(fundado em 1970) e El Periódico são os jornais de Maturín.
Maturín tem muitas estaçãos de rádio. Radio Maturín 1180 (fundado em 1961), Radio Monagas 960 (fundado em 1948) e Radio Guarapiche 840 (fundado em 1983) são emissoras em onda média. Algumas estações em frequência modulada são: Maturín 94.7, Monagas 93.5 (fundado em 1991), PDVSA 95.5, Caliente 102.5, Ritmo 104.0, La Romántica 97.1, Fiesta 102.1, Órbita 88, Rumbera, XL 106.0, Olímpica, La Mega 90.9, Onda 96.3, 92.7, Ruta de Escape 105.0 (uma emissora com programação de tipo religioso).
TVO, Orivisión e Monagas TV são estações privadas de televisão de Maturín.

## Desporto
O complexo desportivo de Maturín é um lugar com instalações para o futebol, o beisebol, o basquetebol, o tênis, o atletismo, o ciclismo, o boxe, o futebol de salão, etc. Fica na avenida Raúl Leoni.
Monagas Sport Club é a equipe de futebol de primeira divisão de Maturín. Foi fundada em 1988 e joga suas partidas no estádio Alexander Bottini.
No basquetebol, Maturín é a sede da equipe Gatos de Monagas. Gatos de Monagas joga suas partidas no ginásio Gilberto Roque Morales.

### Outras Disciplinas Esportivas
O padel é jogado nas quadras Once Padel em Tipuro, Maturín. Em 28 de junho de 2024, foram inauguradas as instalações do novo clube, localizado dentro do Hotel Kariña e Club Palma Real, antes do Masters de Padel de Maturín. Além disso, há um time de beisebol infantil chamado Criollitos Monagas.
As ligas locais de futebol são organizadas pela Associação de Futebol do Estado Monagas (AFEM). Existem equipes como Atlético Maturín e Academia Monagas SC, pertencentes a categorias menores, como as categorias Sub-12 e Sub-14. Além disso, existem escolas esportivas, como a Escola Professor Antonio Mejía, dedicadas a promover a prática deste esporte.

## Lista dos presidentes da câmara de Maturín
- María Elena de Cañizales (1990-1992) Acción Democrática
- Dr. José Enrique López Tablero (1993-1995) COPEI, MAS
- Domingo Urbina Simoza (1996-2000),(2000-2004) Acción Democrática
- Prof. Numa Rojas (2004-2008) Movimiento Quinta República
- José Maicavare (2008-2015)
- Warner Jimenes (2015-2016)
- Wilfredo Ordaz (2016-)

Actualmente é Wilfredo Ordaz